# Maragondanahalli, Tiptur
Maragondanahalli là một làng thuộc tehsil Tiptur, huyện Tumkur, bang Karnataka, Ấn Độ.